# أبو الحسن الخرقاني
أبو الحسن الخرقاني (351 - 425 هـ) هو متصوف وشاعر، من بلاد فارس.
هو أبو الحسن علي بن جعفر البسطامي الخرقاني الخراساني. ولد في مدينة خرقان من توابع بسطام سنة 351 هـ، وقيل سنة 352 هـ.لقبه ... الخرقاني نسبة إلى خرقان شيخه أبو يزيد البسطامي توفي سنة 425 هـ ، ودفن بخرقان. له ديوان شعر.

## التاليف
أسرار السلوك في التصوف.